# Фуад паша
Мехмед Емин Фуат паша, или Мехмед Фуат паша, е държавник в Османската империя, заемал редица висши длъжности.

## Биография
Завършва медицина и работи като лекар в медицинския корпус. Познанията му по френски го отвеждат в Бюрото за преводачи на Високата порта, създадено по нареждане на Махмуд II. От 1840 г. е първи секретар в посолството на Високата порта в Лондон, имперски комисар в Дунавските княжества (1848), посланик в Петербург (1849), министър на вътрешните работи (1849), после на външните работи (1852 – 1853).
Противопоставя се на исканията на Русия и подава оставка през март 1853 г. вследствие на конфликт с изпратения през февруари 1853 г. руски посланик княз Меншиков. Възгледите си относно конфликта, послужил като повод за началото на Кримската война, публикува в „Истината относно въпроса за светите места“ (La verite sur la question des saints lieux, 1853), с което предизвиква силното недоволство на император Николай I.
През 1857 г. става председател на Съвета за подготовката на реформите на танзимата. Взема участие в изготвянето на Парижкия мирен договор (1856), с който се поставя край на Кримската война. През 1860 – 1861 г. е изпратен като комисар в Дамаск.
През ноември 1861 г. е назначен за велик везир. Подава оставка през 1863 г., заместен е от Мехмед Емин Али паша, но остава военен министър до 1866 г. Завръща се като външен министър през 1867 г. и убеждава султан Абдул Азис да предприеме обиколка в Европа, като го придружава по време на пътуването.
Автор е на „Граматика на османотурския език“ (1832).